# Lindsay Johnson
Lindsay Johnson (* 8. Mai 1980 in Hartlepool) ist eine ehemalige englische Fußballspielerin. Die auf allen Abwehrpositionen eingesetzte englische Nationalspielerin war zuletzt bei Everton Ladies aktiv.

## Sportlicher Werdegang
In Hartlepool geboren, besuchte Lindsay Johnson zunächst die Fens Primary School, sowie anschließend das Manor College of Technology und das Hartlepool Sixth Form College. Bereits in jungen Jahren war sie sportlich sehr engagiert, trainierte im Alter von nur sechs Jahren im Bereich der Leichtathletik und nahm im Alter von acht Jahren an überregionalen Wettbewerben teil. Sie trat im 200-Meter-Lauf und im Weitsprung an; zusätzlich stand sie in Hockey- und Netball-Auswahlmannschaften.
Im Alter von elf Jahren spielte Johnson erstmals organisiert Fußball in einem Mädchenverein. Ihre Premier-League-Karriere begann relativ spät und nach einer Phase bei den Liverpool Ladies ging es im Jahr 2003 zum Stadtrivalen Everton Ladies. Dort machte sie sich aufgrund ihrer Schnelligkeit als „Lindsay Lightning“ einen Namen. Im Finale des FA Women’s Cups wurde sie im Jahr 2005 zur besten Spielerin gewählt, aber die Partie gegen die Charlton Athletic Ladies ging mit 0:1 verloren. Drei Jahre später errang sie mit einem 1:0-Finalerfolg gegen die Arsenal Ladies mit dem FA Women’s Premier League Cup ihre erste nationale Trophäe im englischen Frauenfußball.
In der englischen A-Nationalmannschaft debütierte Johnson am 18. September 2004 gegen die Niederlande, nachdem sie zuvor bereits in der U-21-Auswahl gestanden hatte. Ihren guten Leistungen im Algarve-Cup verdankte sie es, dass sie sich von nun an häufig im Kader von Hope Powell wiederfand. Für die Weltmeisterschaft 2007 in China war sie jedoch zunächst nicht vorgesehen, aber nach der Verletzung von Steph Houghton wurde sie für das Turnier nachnominiert. Die gelernte Lehrerin, die ihren Beruf zugunsten des Fußballs mittlerweile aufgegeben hatte – finanziell unterstützt mittels eines Zentralvertrags der Football Association – nahm im Jahr 2009 an der Europameisterschaft in Finnland teil und aufgrund ihrer vielseitigen Einsetzbarkeit galt sie als gute Absicherung für Alex Scott und Faye White. Sie stand die ersten 68 Minuten beim Viertelfinale gegen Gastgeber Finnland auf dem Platz und absolvierte die gesamten zwei Stunden (inklusive Verlängerung) gegen die Niederlande.

## Erfolge
- Englischer Ligapokal: 2008